# Plectrohyla robertsorum
Plectrohyla robertsorum är en groddjursart som först beskrevs av Taylor 1940.  Plectrohyla robertsorum ingår i släktet Plectrohyla och familjen lövgrodor. IUCN kategoriserar arten globalt som starkt hotad. Inga underarter finns listade i Catalogue of Life.